# Werchni Staniwci
Werchni Staniwci (ukr. Верхні Станівці) – wieś na Ukrainie, w obwodzie czerniowieckim, w rejonie wyżnickim. W 2001 roku liczyła 1750 mieszkańców.